# Baruch de Spinoza
Baruch de Spinoza (født 24. november 1632, Amsterdam, død 21. februar 1677, Haag) var en nederlandsk filosof.
Hans jødiske familie emigrerede fra Portugal pga. Inkvisitionen og søgte tilflugt i Nederlandene, som var et af de mest liberale lande i verden. Han betragtes som en af de store rationalistiske filosoffer i det 17. århundrede.
Spinoza talte spansk, portugisisk, flamsk og hebraisk, men skrev på latin. Han fordybede sig i matematik og værker af Kopernikus, Kepler, Galilei, Hobbes og Descartes.

## Etikeren
Med sin Teologisk-Politiske Afhandling fra 1670, som bl.a. består af bibeleksegese, kom Spinoza uundgåeligt på kant med Kirken på en tid hvor denne institution sammen med monarkiet besad den ubestridte magt. I denne kontroversielle afhandling fremfører Spinoza sine idealer om ytrings- og tankefrihed og om nødvendigheden af adskillelse af stat og religion. I Teologisk-Politiske Afhandling skriver han ligeledes om demokrati som ideelt styre med drømmen om borgernes maksimale frihed for øje. Spinoza mente at monarkiets trussel om vold medfører modvilje blandt landets borgere over for styret, hvilket kun er skadeligt for landets stabilitet, hvorimod demokratiet ville få borgerne til at føle loyalitet overfor de herskende.
Ifølge Spinoza er statens vigtigste rolle at beskytte individets frihed, her underforstået ytringsfriheden.
I 1674 blev Spinozas Teologisk-Politiske Afhandling forbudt af den nederlandske stat (og i 1678, året efter hans død, blev alle hans værker forbudt). Han blev dog tilbudt et professorat i filosofi ved universitetet i Heidelberg i 1673, men takkede nej, fordi han ville vie sig til sin tænkning.
Spinoza var 24 år da han blev indkaldt til synagogens ældste, som ville vide om det var rigtigt, at han havde udtalt at Gud muligvis har et legeme, at sjælen simpelthen er liv, og at Det gamle testamente ikke siger noget om evigt liv. Spinoza blev nu udstødt af menigheden og antog det latinske fornavn Benedictus, der svarer til hans oprindelige hebraiske navn Baruch. Forbandelsen blev læst over ham mens lysene et efter et blev slukket som symbol på hans åndelige død, og shofar (bukkehornet) sendte klagende toner ud i baggrunden. I forbandelsen lød det at rabbineren forgæves havde søgt at vende ham fra kætteriet og at han derfor kendtes skyldig. Det øverste råd bandlyste ham:
| „ | Med englenes fordømmelse og helgnernes dom bandlyser, forbander og udstøder vi Baruch de Spinoza. Lad ham være forbandet ved dag og forbandet ved nat, lad ham være forbandet når han går til hvile og forbandet når han står op, forbandet når han går ud og forbandet når han kommer ind. Måtte Gud aldrig mere tilgive ham eller kendes ved ham, måtte Guds vrede og mishag fra nu af lyse mod dette menneske, afsky ham med alle de forbandelser som nævnes i Toraen, og udslette hans navn fra jordens overflade. Måtte Gud afskære ham fra alle Israels stammer, så han kan lide ondt. Så advares de alle hermed mod at have samkvem med ham i skrift, ingen må tjene ham, være under samme tag, ingen må gå ham nærmere end fire alen, og ingen må læse noget dokument skrevet med hans hånd eller dikteret af ham. | “ |

Denne forbandelse traf også andre jødiske kættere, som nemt kunne gå til grunde da de kun svært blev accepteret i et kristent samfund og derved faldt helt udenfor. Spinoza var uddannet optiker og ser ud til at have klaret sig godt.
Efter sin udstødelse ernærede han sig som sliber af optiske glas. Han døde af en lungesygdom, som han selv mente skyldtes glasstøvet fra linsesliberiet.
Spinozas hovedværk Etikken, som blev offentliggjort posthumt i 1678, er skrevet som Euklids håndbog i geometri fra 200-tallet f.Kr. Spinoza mente verden burde betragtes ved hjælp af matematikkens metoder.
Bertrand Russell skrev om Spinoza at han var "den ædleste og mest tiltalende af de store filosoffer. Intellektuelt har nogen overgået ham, men etisk set er han den største." Hans distancerede, men dog ædle, holdning til vore personlige problemers plads i den store helhed har været til trøst for mange når de har haft det svært.

## Filosofi

### Substansbegrebet
Set med Spinozas øjne må Gud have samme udstrækning som alt, hvad der eksisterer. Gud er ikke uden for verden, eller i verden – han er verden. For at forstå, hvad Spinoza mener med det, er det vigtigt at forstå substansbegrebet, det centrale begreb i hans filosofi. Han antager at der kun findes én substans, hvilket han forstår som "det, hvis begreb ikke behøver en anden tings begreb for at eksistere." Her er Spinoza i modsætning til Descartes, som antog eksistensen af to substanser, nemlig den udstrakte substans (det materielle) og den uudstrakte, tænkende substans (bevidstheden).
Spinoza mente at alt det eksisterende kunne forklares ud fra substansens begreb, da der ikke findes andet end substansen, og denne substans er uendelig. Substansen identificerer han med Gud, hvilket viser hans panteisme, da han hermed mener, at universet i en vis forstand er Guds legeme, og at Gud og naturen er det samme. Derfor afskriver Spinoza også mirakler. Gud manifesterer sig jo gennem naturlovene, så hvis han ophæver dem (som det sker i et mirakel), ophæver han jo sig selv. 
Spinoza ser desuden naturen som en sammenhæng, der er identisk med den logisk-matematiske nødvendighed. Naturen er et evigt sammenhængende system, hvori alt forekommer med nødvendighed. Der findes altså ikke andet end naturen, og alt må forstås ud fra naturen selv, altså ved naturens egne love.
Ligesom geometrien udgør et logisk hele, gør naturen det samme, og derved er tiden en misforståelse, da det er lige så absurd at tale om tidsforhold i geometrien (f.eks. hvor lang tid det tager for en cirkel at være 360 grader) som i naturen. Naturen er, som den er, med den samme nødvendighed som geometriske forhold er det. Derfor giver det ingen mening at spørge, hvor lang tid det tager for naturen at blive hvad den er, hvis man ser den i sammenhæng med den logiske orden ("under evighedens synsvinkel" (lat. "sub specie aeternitatis"). Tiden kommer kun frem, når naturen betragtes i brudstykker. Helheden er evig.
Denne guddommeliggørelse af naturen fik stor betydning for romantikken i 1800-tallet. Men til forskel fra romantikerne mente Spinoza, at det enkelte menneskes handlinger bestemmes af faktorer uden for individets kontrol.

### Sjæl og legeme
Spinozas tanke om, at der kun findes én substans, får betydning for hans løsning på det psykofysiske problem (problemet om forholdet mellem sjæl og legeme). Denne løsning går under navnet dobbeltaspektteorien: Sjæl og legeme er to aspekter (sider) ved den samme substans. Spinoza betragter altså ikke sjæl og legeme som to substanser, men som to ”attributter” ved substansen, den udelte natur (i dette tilfælde mennesket). Mere præcist siger han, at mennesket skal forstås under henholdsvis ”tænkningens attribut” og ”udstrækningens attribut”.
En "attribut" er et begrebssystem, et ”sprog” eller en måde at opfatte et fænomen på. Det kan illustreres med et eksempel: Peter brænder sig på en varm gryde og føler en smerte, hvorefter han trækker hånden væk fra gryden. 
Hvis man beskriver denne proces under tænkningens attribut, så vil man sige: Peter oplever en smerte, og han opdager, at han har brændt sig på gryden. Oplevelsen af smerte bevirker, at han får et ønske om at trække hånden væk fra gryden – og det gør han så.
Hvis man beskriver den samme proces under udstrækningens attribut, så vil man sige: Peters hånd berører den varme gryde. Derved sendes der en nerveimpuls til hans nervesystem, som foranlediger, at hånden trækkes tilbage fra gryden.
Der er altså ikke – som hos Descartes – tale om, at der sker en vekselvirkning mellem to substanser: sjælen og legemet. Der er derimod tale om en proces, der hele vejen igennem foregår i den samme substans. Men processen kan både beskrives under tænkningens attribut (i et psykologisk sprog) og under udstrækningens attribut (i et naturvidenskabeligt sprog).  
Mennesket består ikke af sjæl og legeme, men mennesket kan beskrives i et sprog, der falder inden for tænkningens attribut, og i et sprog, der falder inden for udstrækningens attribut. Der er ikke tale om to forskellige fænomener, men om to forskellige måder at opfatte mennesket på, og de to måder er lige gyldige.

### Natura naturans og natura naturata
Spinoza skelnede mellem natura naturans (den frembringende natur) og natura naturata (den frembragte natur). Disse er stadig den samme natur, hvor den frembringende natur er det aspekt af naturen hvori man ser at den nødvendigvis må være som den er, mens den frembragte natur er det som med nødvendighed følger af den frembringende natur. Fra den frembringende natur kan man altså aflede den frembragte natur. Naturen er nemlig det som den er med nødvendighed, hvilket er det samme som at sige, at hvad naturen er, følger med nødvendighed. Og dette, som naturen følger af, er den frembringende natur, hvor det, som med nødvendighed følger af den frembringende natur, er den frembragte natur. Der tales dog ikke her om en særlig handling, da naturen frembringer sig selv på samme måde som geometrien frembringer de matematiske sætninger der hører til den.
Disse to måder at betragte naturen på har relevans for hans opfattelse af tiden. Hvis man forstår naturen som den frembringende natur, vil tidsfølgen falde bort, da man her ser den under evighedens synsvinkel: hvis man derimod forstår den som den frembragte natur, vil tidsfølgen fremkomme, og naturfænomenerne vil optræde i en successiv tidsfølge.

### Evighedens synsvinkel
Spinoza er berømt for at sige: "Vi bør se på vore liv under evighedens synsvinkel" – på latin sub specie aeternitatis. Altså at se naturen som natura naturans og derved som den nødvendige mekanisme som naturen er. For ham var menneskelige handlinger helt regelbundne, og frihed definerer han som vor forståelse af, hvorfor vi handler som vi gør. Frihed er altså ikke muligheden til at sige "nej" til noget, men muligheden til at sige "ja" og forstå, hvorfor tingene blev som de blev. Følelser som "fortrydelse" og "skuffelse" er altså meningsløse, ifølge Spinozas tankegang, da alt vil ske som det sker, uden mulighed for at kunne ske på andre måder. Man kan derfor kun opnå lykke ved at være den aktive der går ind i livet med dette i bevidstheden, forstår sin plads i naturens system og fuldt ud træder ind i denne.
På grund af sin nødvendighedstanke mente han også, at man ikke havde forstået noget hvis man blot har indset at det er tilfældet, uden at have indset hvorledes det må været tilfældet. På samme måde har man ikke forklaret noget hvis man blot forklarer at det er tilfældet, men kun hvis man forklarer hvordan det må være tilfældet. Det første er at iagttage, det andet er at erkende. Først når man er nået til det sidstnævnte, er man nået til den højeste form for erkendelse – nemlig at erkende verden under evighedens synsvinkel, eller evighedens perspektiv.

## Forfatterskab
- Tractatus de intellectus emendatione (Om forbedring af forståelsen) (1662)[6]
- Renati Descartes principiorum philosophiae mori geometrico domonstrata (Descartes' filosofiske principper) (1663)
- Tractatus theologico-politicus (1670) [7]
- B. de S. Opera postuma (1677)
  - Tractatus Politicus (1677)
  - Ethica Ordine Geometrico Demonstrata (Etikken) (1677)[8]
  - De intellectus emendatione (1677)
  - Hebraisk grammatik (1677)
- Brevis tractatus de deo et homine eiusque felicitate (Kort afhandling om Gud, mennesket og dets velvære) (1852)

### Spinoza på dansk
- Etik, (S.V. Rasmussen overs.), Munksgaard/Rosinante, 1996. ISBN 87-16-14305-1.
- Spinoza, (indeholder Om forstandens forbedring, En afhandling om staten, Breve ; Ethica (uddrag), Den teologisk-politiske afhandling (20. kapitel), Oskar Borgman Hansen overs.), Rosinante, 2000. ISBN 87-621-0123-4.
- Teologisk-politisk afhandling, (Niels Henningsen overs.), Anis, 2009. ISBN 978-87-7457-477-4.